# 카얀자주

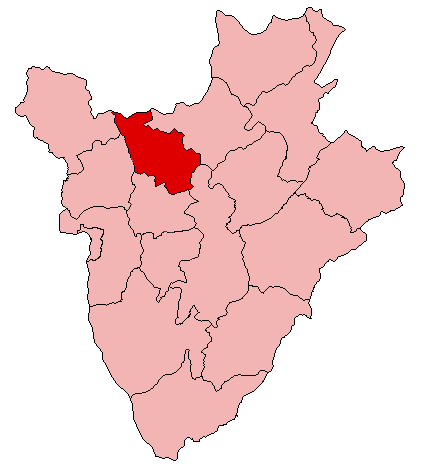
카얀자 주의 위치

카얀자주(프랑스어: Province de Kayanza는 부룬디 북서부에 있는 주이다. 주도는 카얀자이며 면적은 1,233km2, 인구는 458,815명(1999년 기준)이다. 북쪽으로는 르완다 남부 주, 동쪽으로는 응고지 주, 남동쪽으로는 기테가 주, 남서쪽으로는 무람비야 주, 서쪽으로는 부반자 주, 북서쪽으로는 치비토케 주와 접하며 9개 코뮌(부타간즈와, 가홈보, 가타라, 카바로레, 카얀자, 마통고, 무항가, 무루타, 랑고)을 관할한다.